# Colonia Plan Vivirá
Colonia Plan Vivirá är en ort i Mexiko.   Den ligger i kommunen Irapuato och delstaten Guanajuato, i den centrala delen av landet, 270 km nordväst om huvudstaden Mexico City. Colonia Plan Vivirá ligger 1 723 meter över havet och antalet invånare är 273.
Terrängen runt Colonia Plan Vivirá är platt åt sydost, men åt nordväst är den kuperad. Runt Colonia Plan Vivirá är det tätbefolkat, med 790 invånare per kvadratkilometer. Närmaste större samhälle är Irapuato, 3,9 km öster om Colonia Plan Vivirá. Runt Colonia Plan Vivirá är det i huvudsak tätbebyggt.